# Спам
Спам је злоупотреба електронских система у сврху слања нежељених масовних порука без икаквог критеријума. Најчешћи облик спама јесте имејл спам, али се термин примењује и на сличне злоупотребе других медија, као што су чет спам, спамовање група Јузнета, спамовање путем веб претраживача, блог спам, вики спам, СМС спам, форум спам, факс спам, спам на друштвеним мрежама, телевизијски спам и спам путем мрежних места за дељење фајлова.
Безбројне поруке које неки корисници примају имејлом, а које рекламирају производе за које никада нису изразили интересовање, обавештавају о темама на које се нису претплатили, лажне приватне поруке које воде на странице порнографског садржаја, и сл., само су неки од облика спама.
У Србији је спам регулисан Законом о оглашавању Републике Србије и Законом о електронској трговини и строго је кажњив.